# Jordan Taylor
Jordan Taylor (ur. 10 maja 1991 w Orlando) – amerykański kierowca wyścigowy.

## Kariera
Taylor rozpoczął karierę w międzynarodowych wyścigach samochodowych w 2007 roku od startów w Skip Barber Eastern Regional Series, gdzie ośmiokrotnie stawał na podium, w tym trzykrotnie na jego najwyższym stopniu. Dorobek 619 punktów pozwolił mu zdobyć tytuł mistrza serii. W późniejszych latach Amerykanin pojawiał się także w stawce 53rd Piggly Wiggly June Sprints Formula Continental, IMSA Lites L2 presented by Hancook, Grand American Rolex Series, F2000 Championship Series, Continental Tire Sports Car Challenge, Pirelli World Challenge, FIA World Endurance Championship, American Le Mans Series, 24-godzinnego wyścigu Le Mans oraz United Sports Car Championship.

## Wyniki w 24h Le Mans
| Rok  | Zespół             | Partnerzy                    | Samochód                | Klasa   | Okr. | Poz. | Klasa Pos. |
| ---- | ------------------ | ---------------------------- | ----------------------- | ------- | ---- | ---- | ---------- |
| 2012 | Corvette Racing    | Antonio García Jan Magnussen | Chevrolet Corvette C6.R | GTE Pro | 326  | 23   | 5          |
| 2013 | Corvette Racing    | Antonio García Jan Magnussen | Chevrolet Corvette C6.R | GTE Pro | 312  | 19   | 4          |
| 2014 | Corvette Racing    | Antonio García Jan Magnussen | Chevrolet Corvette C7.R | GTE Pro | 338  | 14   | 2          |
| 2015 | Corvette Racing-GM | Oliver Gavin Tommy Milner    | Chevrolet Corvette C7.R | GTE Pro | 337  | 17   | 1          |